# Gadila tolmiei
Gadila tolmiei är en blötdjursart som först beskrevs av Dall 1897.  Gadila tolmiei ingår i släktet Gadila och familjen Gadilidae. Inga underarter finns listade i Catalogue of Life.